# Malice
Malice är en brittisk thrillerserie som har en planerad premiär under 2025 på Prime Video. Serien består av sex avsnitt.

## Handling
Serien kretsar kring en ung man som utger sig för att vara en nanny och hur han infiltrerar en rik familj i syfte att avslöja deras hemligheter.

## Rollista (i urval)
- David Duchovny
- Jack Whitehall
- Phoenix Laroche - Dexter Tanner
- Carice van Houten
- Harry Gilby
- Christine Adams
- Raza Jaffrey